# 伊勢神宮禰宜職相論
伊勢神宮禰宜職相論（いせじんぐうねぎしきそうろん）は、元亀2年（1571年）に伊勢神宮の禰宜人事を巡って発生した訴訟。この訴訟に巻き込まれた室町幕府の政所執事である摂津晴門は、失脚することになった。

## 経緯
元亀元年（1570年）の暮れに伊勢神宮の禰宜の第3位である松木房彦が死去した。
当時、禰宜の欠員を補う人事異動（「闕替職」）を行う際には朝廷と伊勢神宮との取次を務める伝奏である「神宮伝奏」が任命され、神宮伝奏が推挙した人物を禰宜に任じる慣例ととなっていたが、神宮伝奏の人事自体は室町幕府の推薦に基づいて朝廷が任じており、幕府の影響力が大きかった。今回も将軍足利義昭の武家執奏が行われて、12月29日に柳原資定が神宮伝奏に任じられた（『御湯殿上日記』）。資定は外宮の神主である渡会貞幸を後任として朝廷に推挙した。その貞幸は織田信長の家臣である稲葉一鉄と面識があり、一鉄の口入によって禰宜就任の実現を図った。依頼を受けた一鉄は政所執事である摂津晴門に協力を依頼した。晴門は政所の評定である政所沙汰を開いて裁決を行った上で、義昭に貞幸の推挙を披露（進言）してその了承を受け、その上で義昭の意向として貞幸を推挙する武家執奏が行なわれた。
なお、摂津氏は幕府と伊勢神宮との取次を務める「神宮方頭人」を代々務めており、晴門も政所執事に就任する以前から父元造より譲られてこの職にあった。また、晴門からの書状を受けた資定は伝奏としても貞幸の推挙をすることを決めたものであった。年が明けて元亀2年1月14日、朝廷は貞幸を禰宜に任じることにして前年の12月29日付の口宣案を発給した。しかし、伊勢神宮の神官の長と言える祭主の藤波康忠より異論が出された。禰宜の人事は伝奏が推挙すると言っても、実際には禰宜から推挙する人物を推挙して、口宣案には祭主の副状を添えるのが慣例であるのに、今回の人事ではそれが守られていないと非難した。その上で、渡会一族で有力な松木家の神職5名の推挙をもって松木堯彦を推挙したいとの意見を出した。

### 再審
康忠の抗議に驚いた義昭は改めて御前沙汰を開催した上で、康忠に改めて堯彦を推挙することと康忠に相談をしなかった資定と晴門を処分することを約束し、これに満足した康忠は大宮司の大中臣満長に対してその旨を内宮・外宮の神職に伝えるように指示する書状を送った。ところが、貞幸を支持していた神職の1人であった渡会常真が康忠の書状のことを知って、2月19日に官務の壬生朝芳に対して康忠の行動は不当な介入であると訴え出た。また、資定はこれは晴門からの書状に従ったものと自己弁護するとともに、康忠には事前にこのことは相談していること、そして康忠の書状には「祭主」と記されているが、正式な祭主の補任はまだ行われておらず、康忠が満長に祭主の名前で書状を送ったのも曲事（不正）である、と反論した。
常真から朝廷への提訴と資定の反論を受けた義昭は担当を政所執事の摂津晴門から侍所開闔の松田頼隆に替えて再審議を行うことになった。一方、大宮司の満長の元には康忠から早く堯彦を禰宜に任命をするようにとの書状が届けられ、資定の家司からも稲葉一鉄の家臣である斎藤利三が近々この問題で上洛するのでその前に貞幸を禰宜に任命するようにとの書状が届けられた。更に奉公衆の朽木輝孝（晴綱の異母弟）からも義昭が再審議を行うために禰宜の任命の留保を求める書状も届いていた。各方面から矛盾する指示を受けて途方に暮れた満長は朝廷の判断に委ねたいとの意向を改めて示している。

### 再々審
幕府の判断がいつまでも定まらないのをみた朝廷は、7月になって関白二条晴良が最初から裁定をやり直す判断を下した。晴良はまず義昭にこれまでの経緯を確認しようとしたが、義昭は何も回答をしなかったため、朝廷は改めて熟慮の上で回答するようにと伝えている。そのため、朝廷は神宮伝奏の資定と祭主の康忠にそれぞれ証拠となる資料を提出するように求めた。
資定は直ちに自身の日記と証拠となる文書18通を提出したのに対し、康忠は証拠を出すことができなかった。一方、義昭の元には正親町天皇から直接この問題に関する問い合わせがあったが、今度は義昭は「これまでと変わらず、資定を支持する」と回答した。しかし、前述のように康忠の抗議を受けて、資定を処分しようとしたのは義昭自身であり、貞幸の推挙を取り下げて堯彦を推挙すると言う話をなかったことにしてしまっていた。
康忠は三問三答の席で、義昭は摂津晴門を逼塞処分にしており、貞幸推挙は誤りだったと認めていると指摘している。三問三答において、康忠は証拠は出せなかったものの、禰宜の任命には口宣案に祭主の副状を添える慣例があるのは事実であり、晴門の処分が決まったのも自分の主張の正しさの傍証であるとした。
資定は慣例自体は事実であるが、康忠が祭主に正式に補任されていないので副状がなくても禰宜の任命には差し支えないと述べて、過去にもそうした先例があったことを指摘した。これに対して、康忠は祭主の地位は代々藤波家の当主が世襲している（官司請負制）以上、正式な補任が無くても祭主であることは変わりがないと反論した。
7月10日、二条晴良は自らを上卿として裁決を下すこととして、自邸に太閤九条稙通と甘露寺経元・中御門宣教・庭田重通・勧修寺晴豊・五辻為仲・中山親綱・飛鳥井雅敦・山科言継の8名の公卿を招集して合計10名にて審議が行われた。その結果、康忠の言うように禰宜の補任には祭主の副状が必要であるが、資定の言うように康忠は正式な祭主ではないのでこれに当てはまらず、何よりも康忠が証拠を出せていないことを指摘した上で、全会一致で資定の勝訴とされて貞幸が禰宜に補任されることになった。同日の『言継卿記』には裁決を聞いた資定は全員が自分の主張を認めてくれたことに感涙を流したと記されている。この裁決は16日に正式に幕府にも伝えられている。なお、堯彦を推挙した神官のうち4名は翌年解官処分を受けているが、理由の1つにこの件を上げて天皇の任命した禰宜（貞幸）の神事を妨害したのは天皇を軽んじるものだと非難されている。一方、摂津晴門はその後許されたものの政治的には失脚し、11月には伊勢貞興が新しい政所執事に任命され、晴門の動向に関する記録も翌元亀3年（1572年）8月を最後に姿を消すため、程なく病死したとみられている。

## 評価
久野雅司は当時の朝廷は朝廷が決めるべき人事についても幕府が関与していたことを指摘した上で、義昭は政所沙汰を経た摂津晴門の意見に基づいた武家執奏を藤波康忠の抗議を受けて十分な調査を行わないうちに御前沙汰による直裁でひっくり返した上で晴門を処分してしまったこと、その後朝廷に訴訟が持ち込まれたのを受けて松田頼隆に再調査させた結果を受けて意見を再びひっくり返してしまったこと（二条晴良の問い合わせに回答できなかったのは、松田の再調査の結果を待っていたと推測する）が今回の混乱を招いた一因であると指摘している。
織田信長が永禄12年（1569年）に出した『殿中御掟』第6条では奉行人が政所に審議を依頼した問題について出された裁決について将軍は是非を言ってはならない、と明記している。にもかかわらず、義昭はこの件では政所の決定をひっくり返した上で政所の責任者である摂津晴門を処分して問題を混乱させている。信長が『殿中御掟』を出した目的の1つには幕府が天下静謐の担い手として公平な裁判を行うことを期待したからであると考えられているが、現実の義昭は必ずしもその目的に沿う行動を取ることなく、却って過去の因縁のある相手からの訴訟を退けたり、社領を没収して幕臣に与えたりするといった不公平な行為も行っていた。こうした義昭の訴訟への対応に対する信長の不満が元亀3年（1572年）に義昭を批判する「異見十七ヶ条」の提出の一因となり、これに対する義昭やその周辺の幕臣による信長への反感が、信長と義昭の決裂、ひいては信長による義昭の京都追放へとつながったとみられている。